# Transporte de neutrones
El transporte de neutrones (también conocido como neutrónica) es el estudio de los movimientos y las interacciones de los neutrones con los materiales. Los científicos e ingenieros nucleares frecuentemente necesitan saber dónde se encuentran los neutrones en un sistema, en qué dirección van y con qué rapidez se mueven.
Se utiliza habitualmente para determinar el comportamiento de núcleos de reactores nucleares y haces de neutrones experimentales o industriales. El transporte de neutrones es un tipo de transporte radiativo.

## Antecedentes
El transporte de neutrones tiene sus raíces en la ecuación de Boltzmann, que se utilizó en el siglo XIX para estudiar la teoría cinética de los gases. No recibió un desarrollo a gran escala hasta la invención de los reactores nucleares de reacción en cadena en la década de 1940. A medida que las distribuciones de neutrones fueron objeto de un escrutinio detallado, se encontraron aproximaciones elegantes y soluciones analíticas en geometrías simples. Sin embargo, a medida que ha aumentado la potencia computacional, se han vuelto prevalentes los enfoques numéricos para el transporte de neutrones. Hoy en día, con computadoras masivamente paralelas, es decir con gran capacidad de paralelización de problemas, el transporte de neutrones todavía se encuentra bajo un desarrollo intensivo en el mundo académico y en instituciones de investigación de todo el mundo. Sigue siendo un problema computacional desafiante ya que depende del tiempo, de las 3 dimensiones del espacio, del ángulo de trayectoria y las variables de energía que abarcan varios órdenes de magnitud (desde fracciones de meV hasta varios MeV). Las soluciones modernas utilizan elementos finitos o métodos de Monte Carlo.

## Ecuación de transporte de neutrones
La ecuación de transporte de neutrones es una relación de equilibrio de los neutrones en un sistema. Cada término representa una ganancia o una pérdida de un neutrón, y el equilibrio, en esencia, afirma que los neutrones ganados equivalen a los neutrones perdidos. 
Está formulado como sigue: 
{\displaystyle \left({\frac {1}{v(E)}}{\frac {\partial }{\partial t}}+\mathbf {\hat {\Omega }} \cdot \nabla +\Sigma _{t}(\mathbf {r} ,E,t)\right)\psi (\mathbf {r} ,E,\mathbf {\hat {\Omega }} ,t)=\quad }
{\displaystyle \quad {\frac {\chi _{p}\left(E\right)}{4\pi }}\int _{0}^{\infty }dE^{\prime }\nu _{p}\left(E^{\prime }\right)\Sigma _{f}\left(\mathbf {r} ,E^{\prime },t\right)\phi \left(\mathbf {r} ,E^{\prime },t\right)+\sum _{i=1}^{N}{\frac {\chi _{di}\left(E\right)}{4\pi }}\lambda _{i}C_{i}\left(\mathbf {r} ,t\right)+\quad }
{\displaystyle \quad \int _{4\pi }d\Omega ^{\prime }\int _{0}^{\infty }dE^{\prime }\,\Sigma _{s}(\mathbf {r} ,E^{\prime }\rightarrow E,\mathbf {\hat {\Omega }} ^{\prime }\rightarrow \mathbf {\hat {\Omega }} ,t)\psi (\mathbf {r} ,E^{\prime },\mathbf {{\hat {\Omega }}^{\prime }} ,t)+s(\mathbf {r} ,E,\mathbf {\hat {\Omega }} ,t)}
La ecuación de transporte se puede aplicar a una parte determinada del espacio de fase (tiempo t, energía E, ubicación {\displaystyle \mathbf {r} } y dirección del ángulo del neutrón {\displaystyle \mathbf {\hat {\Omega }} } ). El primer término representa la velocidad de los neutrones en el sistema. El segundo término describe el movimiento de neutrones dentro o fuera del volumen de espacio de interés. El tercer término representa todos los neutrones que colisionan en ese espacio de fase. 
El primer término del lado derecho es la producción de neutrones en este espacio de fase debido a la fisión, mientras que el segundo término del lado derecho es la producción de neutrones en este espacio de fase debido a precursores de neutrones retardados (es decir, núcleos inestables que sufren desintegración de neutrones). El tercer término en el lado derecho es dispersión interna, estos son neutrones que ingresan a esta área del espacio de fase como resultado de interacciones de dispersión en otra. El cuarto término de la derecha es una fuente genérica. 
La ecuación generalmente se resuelve para encontrar {\displaystyle \phi (\mathbf {r} ,E)}, que se refiere al flujo de neutrones, ya que eso nos permitirá conocer características del reactor, como son la potencia y las velocidades de reacción, que son de principal interés en estudios de blindaje y dosimetría.

## Tipos de cálculos de transporte de neutrones.
Existen varios tipos básicos de problemas de transporte de neutrones:

### Fuente fija
El cálculo de fuente fija implica imponer una fuente de neutrones conocida en un medio y determinar la distribución de neutrones resultante en todo el problema. Este tipo de problema es particularmente usado para cálculos de blindaje, en el que un diseñador busca minimizar la dosis de neutrones fuera de un escudo, mientras utiliza la menor cantidad de material de blindaje. Por ejemplo, al diseñar un reactor de nueva generación se deben tomar en cuenta extensos cálculos de blindaje para evitar que salgan productos de fisión a la atmósfera.

### Criticidad
La fisión es el proceso mediante el cual un núcleo se divide en átomos más pequeños (normalmente dos). Si se produce fisión, suele ser interesante conocer el comportamiento asintótico del sistema. Un reactor se llama "crítico" si la reacción en cadena es autosostenida y no depende del tiempo. Si el sistema no está en equilibrio, la distribución asintótica de neutrones, o el modo fundamental, crecerá o decaerá exponencialmente con el tiempo.
Los cálculos de criticidad se utilizan para analizar medios multiplicativos en estado estacionario (los medios multiplicativos pueden sufrir fisión), como un reactor nuclear crítico. Los términos de pérdida (absorción, dispersión y fuga) y los términos de fuente (dispersión entre energías y fisión) son proporcionales al flujo de neutrones, en contraste con los problemas de fuente fija, donde la fuente es independiente del flujo. En estos cálculos, la presunción de invariancia en el tiempo requiere que la producción de neutrones sea exactamente igual a la pérdida de neutrones. 
Dado que esta criticidad sólo puede lograrse mediante manipulaciones muy finas de la geometría (normalmente al insertar o remover barras de control en un reactor), es poco probable que la geometría modelada sea verdaderamente crítica. Para permitir cierta flexibilidad en la forma en que se configuran los modelos, estos problemas se formulan como problemas de valores propios, donde un parámetro se modifica artificialmente hasta que se alcanza la criticidad. Las formulaciones más comunes son los valores propios de absorción de tiempo y de multiplicación, también conocidos como valores propios alfa y k. 
Los problemas de valores propios k son los más comunes en el análisis de reactores nucleares y han sido estudiados extensamente. El número de neutrones producidos por fisión se modifica multiplicativamente por el valor propio dominante. El valor resultante de este valor propio refleja la dependencia temporal de la densidad de neutrones en un medio multiplicador. 
- k eff < 1, subcrítico: la densidad de neutrones disminuye a medida que pasa el tiempo;
- k eff = 1, crítico: la densidad de neutrones permanece sin cambios; y
- k eff > 1, supercrítico: la densidad de neutrones aumenta con el tiempo.

En el caso de un reactor nuclear, el flujo de neutrones y la densidad de potencia son proporcionales, por lo tanto, durante el arranque del reactor k eff > 1, el reactor es supercrítico, cuando el funcionamiento del reactor k eff = 1, el reactor es crítico, y k eff < 1, el reactor es subcrítico, en el momento de la parada del reactor.

## Métodos computacionales
Tanto los cálculos de fuente fija como los de criticidad se pueden resolver utilizando métodos determinísticos o estocásticos. En los métodos determinísticos, la ecuación de transporte (o una aproximación de la misma, como la teoría de la difusión) se resuelve como una ecuación diferencial. En métodos estocásticos como Monte Carlo, las historias de partículas discretas se rastrean y promedian en un paseo aleatorio dirigido por probabilidades de interacción medidas. 
Los métodos determinísticos generalmente implican enfoques de grupos múltiples, mientras que Monte Carlo puede trabajar con bibliotecas de secciones transversales de energía continua y de múltiples grupos. Los cálculos de grupos múltiples suelen ser iterativos, porque las constantes de grupo se calculan utilizando perfiles de flujo-energía, que se determinan como resultado del cálculo del transporte de neutrones.

### Discretización en métodos determinísticos.
Para resolver numéricamente la ecuación de transporte (o de difusión) usando ecuaciones algebraicas en una computadora, se deben discretizar las variables espaciales, angulares, de energía y de tiempo:
- Las variables espaciales normalmente se discretizan simplemente dividiendo la geometría en muchas regiones pequeñas en una malla. Luego, el equilibrio se puede resolver en cada punto de la malla utilizando diferencias finitas o métodos nodales.
- Las variables angulares pueden discretizarse mediante ordenadas discretas y conjuntos de cuadratura de ponderación (dando lugar a los métodos S<sub id="mw0A">N</sub>) o mediante métodos de expansión funcional con armónicos esféricos (que dan lugar a los métodos PN).
- Las variables de energía suelen discretizarse mediante el método de grupos múltiples, donde cada grupo de energía representa una energía constante. Tan solo dos grupos pueden ser suficientes para algunos problemas de reactores térmicos, pero los cálculos rápidos del reactor pueden requerir muchos más.
- La variable de tiempo se divide en pasos de tiempo discretos, y las derivadas de tiempo se reemplazan con fórmulas de diferencia.